# RIGHT×LIGHT
『RIGHT×LIGHT』（ライト・ライト）は、ツカサによる日本のライトノベル。略称は「R×L」。イラストは近衛乙嗣が担当。ガガガ文庫（小学館）より2007年10月から2011年5月まで刊行された。続編『RIGHT∞LIGHT』は同レーベルにて2011年10月から2012年12月まで刊行された。第1回小学館ライトノベル大賞ガガガ文庫部門期待賞受賞作。

## ストーリー
3年前の海難事故で両親と妹を失った遠見啓介はその時以来、右手でモノを握ると跡形もなく消滅するという、呪いにも似た魔法を得てしまった。ある日、街中で事件に巻き込まれてしまった啓介は、最後の魔術結社である「群れ」クラウドに肉体を奪われたという「方舟」の少女、アリッサ＝クラノ＝ストーリング＝ライトに強引に自分の体を依代（よりしろ）にされてしまい、彼女の肉体探しに手を貸すことになってしまう。その後「方舟」と「群れ」を巡る陰謀に巻き込まれていく。

## 登場人物

### 主要人物
遠見 啓介（とおみ けいすけ）
傘陽学園高等部に通う高校2年生。事故で両親と妹を失ってから、右手で物を握ると跡形もなく消える能力を手に入れてしまう。啓介自身はこれを＜呪い＞と言い、「空っぽの手品師」と自称する。当たり障りのない性格。弾かれるのが嫌で三文手品師のフリをしてまで、山崎や宮島と仲良くなろうとしている。
敵を作ることに恐怖を感じており、今まであまり面倒事には関わらないようにしていた。だが、アリッサと出会ったことで、考え方を変えさせられる。以降は、クラスから嫌がらせを受けていた未由助けるなど、人積極的にと関わるようにしている。
ヒース＝ストーリングが作り出したシステム≪魔狼≫の担い手であり、右手の能力は方≪舟の≫三系統の魔術を取り込むことで成長し、やがて自分を含めた全てを呑み込む運命を背負っている。また、≪魔狼≫の根源である天牢とパスが繋がっているため、天牢の性質をトレースした魔術を使うことができるようになる。
アリッサ＝クラノ＝ストーリング＝ライト
魔術師。＜壁＞を作った魔術師ヒース＝ストーリングの孫。＜高次存在＞と＜道＞を繋ぎ、流れし星竜の系統の魔術を使う。ジンの策略により肉体を奪れてしまっている間は啓介を依代にしていた。その間、普段は半透明だが、魔術を使う時などある程度実体化する事も出来た。その後、肉体を取り戻す。
方舟出身の魔術師だけあって、現代の内的魔術しか使えない魔術師は到底敵わないような実力者。流れし星竜の魔術は「流れる」性質を持つものを操る系統で、風や水を操る魔術をよく使用する。移動系の魔術も彼女の得意分野である。また、長年の修練によってハイレベルな体術を身につけており、魔術を使わなくても十分に強い。
友月 未由（ともづき みゆ）
魔術師。傘陽学園高等部に通う高校2年生。＜高次存在＞と＜道＞を繋ぎ、嘆きの魔王の系統の魔術を使う。クラス内で「友月未由に関わると不幸がおきる」ことから＜魔女＞として恐れられていた。
初めはクラスでの嫌がらせから自分を助けるようなことをする啓介に対して強い警戒心と疑問を抱いていたが次第に心を開きはじめる。しかしエスカレートする嫌がらせとジンとの接触で魔術に覚醒する。
ジンが利用された人間にして、ジンやアリッサを超えるほどの才能を持つ魔術師であり、物語途中で魔術師となった啓介と比べても、威力は強力で術数も遥かに多い。嘆きし魔王の魔術に関しては、流れし星竜系統だが方舟出身のアリッサが逆に教えられるほど。炎の魔術や復讐の魔術を得意とする。
遠見 由衣（とおみ ゆい）
3年前の海難事故で亡くなった啓介の妹。海難事故の時、ホリィ＝ライトが啓介の右腕に＜反牙（リバスウォルフ）＞を顕現させる際に右手に掴まっていたため生贄にされ、右手に取り込まれ肉体を失ってしまう。啓介が＜天牢＞とのパスを用いて魔術を使おうとすると、彼女の声が助言を与えてくれることが度々あったのはそのためである。
彼女は＜魔狼＞を抑える＜魔銀の鎖＞として右手に存在していたがその後、啓介の魔術＜銀鎖の黒狼＞として形を得る。最初は小型犬の姿だったがのちに人の姿にもなれるようになる。ただし、完全に人の姿になれるわけではなく、動物の耳と尻尾は残ってしまう。肉体は死亡しているため食事などは必要とせず、代わりとして啓介から精神力を貰っている。
魔術となる時に＜反牙＞や＜魔狼＞の知識を得たが彼女自身いまいちわかっていない。しかし物わかりは良い。

### 傘陽学園の生徒
冬上 雪絵（ふゆがみ ゆきえ）
傘陽学園に通う高校2年生。啓介のクラスメイト。未由が＜魔女＞と呼ばれていることに好奇心を持ち、未由へ遠隔的に嫌がらせをさせる。が、未由の報復を受け精神を崩壊させてしまう。
本人曰く、幼い頃を児童養護施設で過ごしており、7歳の時に冬上家に養子に迎えられたとのこと。
朝ノ宮 陽菜（あさのみや ひな）
傘陽学園に通う高校2年生。啓介のクラスに転入してきた、身長130cm未満の見た目は小学生の「ちいさな占い師」。正体は＜群れ＞の魔術師だった。幼い頃、陣＝海道＝ロームウェルに拾われた。それ以降、ジンを「兄さん」と呼んでいる。
幻視と呼ばれる内的魔術により、壁の向こう側や人の感情、未来を″色″として視ることができる。
ツグミ
元≪群れ≫の一員。強力な≪精神感応≫の持ち主で触れた人物の心を読む､自身の姿を変えるなどが可能。
現在は傘陽学園の中等部に通う。啓介のことを「センパイ」と呼ぶ。
山崎 勉（やまざき つとむ）
傘陽学園に通う高校2年生。啓介のクラスメイトであり悪友。眼鏡をかけた利発そうな外見をしているが、中身はガラが悪く、そんなに賢いわけでもない。啓介のもう一人の悪友の宮島とはルームメイトの親友であり、よく一緒につるんでいる。
啓介と未由から″冬上に好意があるのか″と指摘されるが、本人曰く、″自分も冬上みたいになりたいという憧れ″らしい。
宮島 通（みやじま とおる）
傘陽学園に通う高校2年生。啓介のクラスメイトでもう一人の悪友。顔はいいが多少太り気味の体型をしている。屁でドレミを演奏、再試で100点を取れるなど、様々な特技を持つ。
母親のために、政治家である父親を見返そうと数々の特技を身に付けていたことが、作中で伺われる。

### 群れ
＜鴉＞（クロウ） / 陣＝海道＝ロームウェル（じん=かいどう＝ロームウェル）
魔術師。ネットで魔法薬物の噂を流し、その薬物を摂取した人を＜糧＞として＜ルゥトの儀＞で操り、＜高次存在＞へ成ろうと画策したが、啓介の魔狼によって打ち砕かれた。
弱体化した＜形成界＞の魔力を結集させて儀式を行い、＜方舟＞の場所を捕捉し、潜入した。封印されていた外的魔術体系を盗み出した張本人。
＜梟＞（オウル）
＜群れ（クラウド）＞の幹部。＜群れ（クラウド）＞の命令により天使因子を持つ透子の養父となり世話している。
解体された＜黒血の徒＞首謀者だったが、それは陽名に協力を強制されたためであり本意ではなかった。
＜鵺＞（キメラ）
＜群れ（クラウド）＞が作り出した魔獣。人ならざる者の血と人の血が混ざった混血を持つ人間は特別な力を持つ。その混血同士の交配をひたすら繰り返し生み出したのが合成獣（キメラ）。他の者とは一線を画す怪物。
＜鳶＞（カイト） / 梨谷 英汰（なしや えいた）
友月未由暗殺を依頼された＜群れ（クラウド）＞が放った刺客。＜群れ（クラウド）＞の中でも末端の構成員。混血の力があり、透視を可能とする低位の魔眼を持つ。
＜鴎＞（ガル）
セイレーンを代表とする、魔なる声を持つ高次存在の血を引いている。特定の相手と共振する声を発して相手の位置を探ることができる。
＜鷺＞（ヘレン）
美傘市に終結した＜群れ（クラウド）＞の構成員。鴎（ガル）と共に現れ＜狂信者の仮面＞を使い、大勢の人間を操る。
＜鸚鵡＞（パロット）
無詠唱を使うことができ、召喚によりホリィ＝ライト本体を呼び出すことができたほどの実力者。＜群れ（クラウド）＞党首の言伝を伝える役割を担っていた。

### 方舟
ヒース＝ストーリング
1000年前、秘儀の魔術によって＜天牢＞を呼び、物質界で魔術を使えないように封印させた＜簒奪者＞。世界最強の魔術師とも言われている。
封印後、彼の一族は力が使えなくなってしまった地上の魔術師から恨まれ、＜方舟＞内の＜箱庭＞に住むことになる。「いつか地上で魔術が再び使われた時、魔狼が喰い尽くす」という言葉を遺した。

ウルト＝クラノ＝ストーリング
ヒース＝ストーリングには三人の娘がおり、その三姉妹の長女。
アリッサの叔母にあたり、彼女に体術などを荒っぽい方法で教授した。≪方舟≫内の≪箱庭≫にいるはずが、美傘市に現われて由衣に接触する。目的は不明。
ヴェル＝クラノ＝ストーリング
アリッサの母親。ヒース＝ストーリングの娘であり、三姉妹の次女。
身体が弱く、現在は≪方舟≫内の≪箱庭≫で暮らしているらしい。≪夜空の法衣≫は彼女がアリッサのために創った魔術。
スーラ＝クラノ＝ストーリング＝ミルキーウェイ
≪方舟≫の主ヒース＝ストーリングの娘。三姉妹の三女でアリッサの叔母。
ホリィ＝ライト
アリッサの父親であり、＜求めし愚者＞そのもの。ヒース＝ストーリングの弟子として＜方舟＞に加わる。
自分の願いのために暗躍し、自分の願いのために＜天牢＞の破壊を願う＜群れ＞に協力する。＜群れ＞が手に入れた娘アリッサの体を使い暗躍するも、＜天牢＞の破壊に失敗し、＜方舟＞から出てきていたウルト＝クラノ＝ストーリングによって＜方舟＞に戻される。

### 友月一族
友月 未永（ともづき みえい）
未由の祖母。友月財閥の当主。
友月 灘世（ともづき なだせ）
未由の叔父。両親を亡くした未由を引き取り当主にして友月家の実権を握ろう目論むが、未由が魔術を覚醒させたときに精神を侵され病んでしまう。その後、寝たきりになるが一時の間ホリィ＝ライトが操り啓介達を翻弄する。
九棚 裕也（くだな ゆうや）
友月家分家の九棚家の者で、未由の秘書及び執事をしている。未由が＜家＞の中で唯一信頼している人間。
八朔 則秋（やさく のりあき）
友月家分家の八朔家の者。混血の力があり＜支配＞の能力を持つ。血を仲立ちにすることで＜支配＞の力は格段に増す。
菜津（なつ）
過去に滅びた友月家分家の生き残り。500年もの間、生き続けている。

### その他の人物
美澄 透子（みすみ とうこ）
停滞した天使因子を持つ少女。＜梟（オウル）＞の養女で難病を患っている。しかし、停滞した天使因子によって難病の進行も停滞。その後、手術を受けて快方に向かっている。
彼女も3年前の海難事故の場におり、アリッサに助けられる。そのため、アリッサと再会したときアリッサを天使と呼ぶ。
近桐 忠志（こんどう ただし）
啓介の叔父で遠見家の後見人。
近桐 茜（こんどう あかね）
啓介の叔母。
近桐 咲（こんどう さき）
啓介の従姉妹。高校3年生で、将来は警察官志望。家族を失ったことで感情的になった啓介と仲違いしていたが、啓介の帰郷の時に仲直りする。

## 用語・設定
外的魔術
術者以外の力を借りて行使する魔術。アリッサ達が使うのはその中でも「同化魔術」と分類されるもの。
内的魔術
術者の内側から力を導き、人間本来の力を先鋭化させる魔術。
同化魔術
＜高次存在＞と精神の波長を合わせることで＜高次存在＞の一部となり力を行使する魔術。そのため効果は同調する＜高次存在＞の特質に関するものに限定される。基本的に術者と精神の波長の合いやすい1系統のみが使用できる。
定義魔術
＜高次存在＞の力を魔術として行使するために＜姿の言葉＞と＜起動言語＞で効果を明確化したもの。＜姿の言葉＞は心の中で唱えることにより「無詠唱」とすることができるが、＜起動言語＞は必ず口にする必要がある。強力な魔術ほど長い＜姿の言葉＞が必要で、詠唱にも時間がかかる。
未定義魔術
＜高次存在＞と同調することで発動する小規模な魔術。
高位存在（ヴィナー）
＜物質界＞の外側に在る高次の精神的存在で「神」とも呼ばれる。＜形成界＞に在るが、＜天牢＞の影響で人間が接触できるのは3系統のみとされる。
物質界（マルクト）、形成界（イエソド）、生命の樹（セフィトロ）
人々が住む地上世界が＜物質界＞、高次存在が棲むと言われる世界が＜形成界＞、魂を循環させる世界が＜生命の樹＞。
天牢（ウオルフ＝ライエ）
＜形成界＞と＜物質界＞を隔てる壁。＜生命の樹＞を断ち切る境界。これにより地上の魔術師達は魔術を使えなくなった。
反牙（リバスウォルフ）
＜天牢＞の一部を使い、魔術の流失や裏切り者の脱出を防ぐために作られた防衛機能。方舟から高次存在や魔術パスを持つ人間が出た瞬間に最も近くにいる生命体を媒体に発現し、その破戒者を食らう。
魔狼
＜反牙＞を元に作り変えられた魔術。＜チュールの右手＞と＜魔銀の鎖＞で普段は封じられている。
方舟
＜天牢＞の基点。結界に覆われた動く島で外界とは大きな時差が存在し、島の内部でも時差が存在する。地上の魔術師から命を狙われているヒース＝ストーリングの一族が隠れ住んでいる。
天使／代界存在（ロウラー）
＜生命の樹＞の流れを保つための守護者。＜物質界＞においては「天使」と呼ばれる。72の因子で構成され、因子を持つ人間が魔術などの＜歪み＞に触れることで発生する。発生した天使が＜歪み＞によって倒された場合、その因子は他の因子と結びつき、より強力な天使として顕現する。
群れ（クラウド）
自らの内側から魔術を引き出す内的魔術の実践を表の目的としているが、実際は＜天牢＞を壊すための＜代界存在＞である＜天使＞の復活を1000年にわたって探求してきた「最後の魔術結社」。
ヒース＝ストーリングによって外的魔術の方法が奪われた後に、世界各地で衰退していった魔術結社が統合され、作られた。
鳥の名
＜群れ＞の中で使われているコードネーム。
人の枠を飛び超え、高みを目指し、次の世界へと至ることを望む意思を込め鳥の名が使われている。

### 魔術一覧
＜“流れし星竜”レヴァティーン＝ミルキーウェイ＞系統
ヒース＝ストーリングが創った三柱の高次存在のひとつ。「流れ」を持つものを操る力を持つ。水や光、中でも風を利用した魔術が多い。使用者はアリッサとウルト。アリッサに関しては主人公であり、語り手である啓介と四六時中一緒にいるため、判明している魔術名が他と比べて非常に多い。
＜“嘆きし魔王”アル＝ザナフ＝トワイライト＞系統
ヒース＝ストーリングが創った三柱の高次存在のひとつ。術者の怒り、嘆きといった感情に強く反応する。未由曰く、「復讐に向いた魔術」で、炎を使った魔術が多い。使用者は今のところ友月未由のみ。
＜“求めし愚者”ホリィ＝ライト＞系統
ヒース＝ストーリングが創った三柱の高次存在のひとつ。闇や影などの暗いイメージをさせる術が多く、内容も他に比べてトリッキー。ジン、ホリィが使用。
＜天牢＞系統
ヒース＝ストーリングが呼び寄せた「四柱目」の高次存在。魔狼を宿す啓介専用の魔術系統であるため、他の魔術系統と違い定義が一切なされていないため、啓介自身がひとつひとつ定義をしていかなければならない。狼のイメージを持つ魔術。
＜陣＝海道＝ロームウェルの残滓＞系統
高次存在へと至ったが魔狼に喰われ、消滅したジンの存在の残滓。通常の代償の他に血液を捧げることで魔術の発動が可能になる。使用者は＜黒血の徒＞メンバー。

### 舞台
傘陽学園（さんようがくえん）
美傘市にある、中等部と高等部がある男女共学の全寮制学校。女子寮は完璧なまでのセキュリティだが、男子寮は古びた鉄筋4階建てが4棟ある。お嬢様学校と言われれば誰もが信じてしまうような立派に建てられた学校。
全寮制ということから、色々事情があって通っている生徒が多い。
美傘市（みかさし）
都市圏から比較的近いという立地条件を生かして町おこしを進めてきた学究都市。傘陽学園の他にも私立の小、中、高校や大学がいくつか存在する。
街の中心部に駅ビルや大型ショッピングモールがなどがあり、駅前の大通りを東に行くと図書館や美術館、コンサートホールなどもある。
奈波市（ななみし）
啓介の故郷。狭かった平地を埋め立てで広げていった経緯があり、古参の住人は丘の斜面に、新参者は海へ流れ込む川沿いの平地に家を構えている事が多い。町の史跡に奈波城跡があり、怪談めいた伝説があることから物好きな人間がわざわざ遠くから訪れる事もある。

## 既刊一覧
- ツカサ（著）・近衛乙嗣（イラスト） 『RIGHT×LIGHT』 小学館〈ガガガ文庫〉、全12巻
  1. 「〜空っぽの手品師と半透明な飛行少女〜」2007年10月23日初版第1刷発行（10月18日発売[2]）、ISBN 978-4-09-451031-7
  2. 「〜ちいさな占い師と白い部屋で眠る彼女〜」2008年3月23日初版第1刷発行（3月18日発売[3]）、ISBN 978-4-09-451059-1
  3. 「〜カケラの天使と囁く虚像〜」2008年6月23日初版第1刷発行（6月18日発売[4]）、ISBN 978-4-09-451074-4
  4. 「〜嘆きの魔女と始まりの鐘を鳴らす獣〜」2008年9月23日初版第1刷発行（9月18日発売[5]）、ISBN 978-4-09-451091-1
  5. 「〜求めし愚者と天喰らう魔狼〜」2009年1月25日初版第1刷発行（1月20日発売[6]）、ISBN 978-4-09-451110-9
  6. 「〜揺れる未来と空渡る風歌〜」2009年4月22日初版第1刷発行（4月17日発売[7]）、ISBN 978-4-09-451129-1
  7. 「〜飢えし血鬼と夏夜の炎花〜」2009年9月23日初版第1刷発行（9月18日発売[8]）、ISBN 978-4-09-451159-8
  8. 「〜散りゆく雪華と赤い月を仰ぐ夜鳥〜」2010年2月23日初版第1刷発行（2月18日発売[9]）、ISBN 978-4-09-451191-8
  9. 「〜終わる宴と緑翼の宣告者〜」2010年5月23日初版第1刷発行（5月18日発売[10]）、ISBN 978-4-09-451207-6
  10. 「〜たゆたう方舟と泣かない英雄〜」2010年10月24日初版第1刷発行（10月19日発売[11]）、ISBN 978-4-09-451236-6
  11. 「〜黄昏の王と深緑の巨臣〜」2011年1月23日初版第1刷発行（1月18日発売[12]）、ISBN 978-4-09-451250-2
  12. 「〜繋がる声と届く指先〜」2011年5月23日初版第1刷発行（5月18日発売[13]）、ISBN 978-4-09-451274-8
- ツカサ（著）・近衛乙嗣（イラスト） 『RIGHT∞LIGHT』 小学館〈ガガガ文庫〉、全4巻
  1. 「僕の妹は神様で、空飛ぶ少女は泣き虫で――。」2011年10月23日初版第1刷発行（10月18日発売[14]）、ISBN 978-4-09-451303-5
  2. 「いじわるな占い師のちいさなワガママ」2012年2月22日初版第1刷発行（2月17日発売[15]）、ISBN 978-4-09-451327-1
  3. 「朝焼けに飛ぶ三羽の鶇」2012年6月24日初版第1刷発行（6月19日発売[16]）、ISBN 978-4-09-451349-3
  4. 「夜天の頂へ、右手を伸ばす」2012年12月23日初版第1刷発行（12月18日発売[17]）、ISBN 978-4-09-451386-8

## オーディオブック
第1巻の内容がデータ販売でオーディオブック化されている。2020年6月22日発売。
- キャスト[19]
  - 山口隆行（朗読＋遠見啓介 役）
  - 奥野香耶（アリッサ 役）
  - 陣谷遥（陣 役）
  - 星乃葉月（友月未由ほか 役）
  - 比留間俊哉（山崎勉ほか 役）
  - 祐仙勇（宮島通ほか 役）
  - 久遠エリサ（冬上雪絵ほか 役）